# Cabinet Mountains
De Cabinet Mountains zijn een bergketen in het noordwesten van Montana en het noorden van Idaho, in de Verenigde Staten. De bergketen ligt direct ten zuiden van de Purcell Mountains, ten oosten van de zuidelijke Selkirk Mountains, ten noorden van Bitterroot Range en ten westen van de Salish Mountains. De grenzen met deze naburige bergketens worden respectievelijke gevormd door de Kootenai, de zuidelijke Purcell Trench en de Clark Fork.
De Cabinet Mountains maken fysiografisch en geologisch deel uit van de Columbia Mountains. In de Verenigde Staten, waar de Cabinet Mountains liggen, wordt de naam Columbia Mountains echter niet gebezigd en wordt er enkel naar de aparte onderdelen gerefereerd: Selkirks, Purcell Mountains, Cabinets,... De Cabinet Mountains vormen een logisch vervolg van de Purcell Mountains die net ten noorden ervan liggen. Net als de Purcell Mountains worden de Cabinet Mountains in het westen begrensd door de Purcell Trench, een langgerekte laagte van zo'n 500 kilometer lang die in het noorden start bij het noordelijke einde van de Purcell Mountains. Bij de Cabinet Mountains loopt de Purcell Trench langs de lijn tussen Bonners Ferry en Sandpoint.
De hoogste toppen van de Cabinet Mountains zijn minder hoog dan de toppen van de Rocky Mountains in het oosten, in centraal Montana. Toch torenen de bergen van de Cabinet Mountains hoog uit boven de omliggende valleien, omdat deze valleien aanmerkelijk lager liggen. Zo liggen de plaatsen Clark Fork en Bonners Ferry lager dan 700 meter.
De Cabinet Mountains Wilderness is een wildernisgebied dat ten oosten van de Bull River is gelegen (nabij Noxon), ruwweg in het midden van de bergketen. De Cabinet Mountains worden soms aangeduid als de "wildste" bergen van de aaneengesloten 48 Verenigde Staten (tezamen met de Selkirk Mountains in het noordwesten). Zo leven in de Cabinet Mountains populaties muildierhert, wapiti, eland, dikhoornschaap, zwarte beer, grizzlybeer, veelvraat en wolf.